# Szabó Bálint (néprajzkutató)
Szabó Bálint (Nyárádszentimre, 1915. július 10. – Marosvásárhely, 1983. november 12.) erdélyi magyar helytörténeti és néprajzi szakíró.

## Életútja
Középiskoláit a marosvásárhelyi Református Kollégiumban végezte (1936), majd a kolozsvári Református Theologián szerzett lelkészi képesítést (1942). Párhuzamosan a kolozsvári egyetemen magyar nyelv- és irodalom – néprajz szakos diplomát is szerzett (1949).
Előbb segédlelkész volt Erdőszentgyörgyön (1942–44), majd rendes lelkész Atosfalván (1944–47), de közben már 1945-től tanított Makfalván (1955-ig), majd Erdőszentgyörgyön (1955–61). Később Marosvásárhelyen magyar szaktanfelügyelő (1961–68), ezt követően nyugdíjazásáig (1975) általános iskolai tanár ugyanott.

## Munkássága
Első néprajzi írását a nyárádszentimrei húsvéti népszokásokról az Erdély közölte (1938). Később pedagógiai és néprajzi tárgyú cikkei, tanulmányai jelentek meg a Művelődés és a TETT hasábjain. A Népismereti Dolgozatok 1981-es kötete Az étkezés rendje Nyárádszentimrén c. tanulmányát közölte.

## Kötete
- Téli néphagyományok (Makkai Endrével és Nagy Ödönnel, Kolozsvár, 1938)

## Kéziratban maradt munkái szülőfaluja népi életéről
- Kaláka és kölcsönmunka a társas munkák rendszerében
- Hagyományos munkaszervezés századunk első felében
- Téli és tavaszi népszokások
- Nyárádszentimre monográfiája